# Chaka (roi zoulou)
« Chaka » et « Shaka » redirigent ici. Pour les autres significations, voir Chaka (homonymie), Shaka (homonymie) et Zulu.
 (octobre 2015).
Si vous disposez d'ouvrages ou d'articles de référence ou si vous connaissez des sites web de qualité traitant du thème abordé ici, merci de compléter l'article en donnant les références utiles à sa vérifiabilité et en les liant à la section « Notes et références ».
Chaka kaSenzangakhona, aussi appelé Chaka Zoulou ou Shaka Zulu (également orthographié "Shaka" ou "Tshaka"), né en 1787 et mort en 1828, est un roi zoulou. Il est le fondateur du royaume zoulou.

## Biographie

### Enfance
Chaka serait issu d'une union illégitime entre Nandi, princesse Langeni, et Senza Ngakona, chef du clan des Zoulous (une fraction du peuple Nguni qui peupla l'Afrique du Sud du XIIIe au XVIIIe siècle). D'après la légende, il aurait été considéré comme un bâtard, rejeté et humilié par son père, régulièrement maltraité par ses camarades. Nandi et Chaka aurait trouvé refuge chez un autre chef du nom de Methethwas, qui deviendra le clan de Dingiswayo, un chef important pour l’ascension de Chaka. Ces expériences l'endurciront et marqueront sa personnalité d'une soif de vengeance.
Mazisi Kunene, qui, lui, s'est inspiré des traditions zouloues, explique que la mère de Chaka, Nandi, était une princesse autoritaire. Elle s'est fâchée avec son mari et avec ses coépouses, ce pourquoi elle a été répudiée. Cause de guerre entre les Abasema Langeni, son peuple, et la tribu zouloue, elle a dû fuir chez les Qwabe, dont elle aurait épousé l'un des princes. Ainsi, Mazisi Kunene ne réfute pas la difficile enfance de Chaka, mais la nuance.
Chaka ne s'entend pas avec les membres de la famille royale qwabe (contre lesquels il devra guerroyer plus tard). Il part chez les Bathwetwa et devient membre de l'armée de Dingiswayo, le souverain des Bathwetwa. En effet, il est incorporé au sortir de l’adolescence dans le régiment Bathwetwa des izi-Chwe et il devient rapidement le guerrier le plus remarquable de l'armée de Dingiswayo. Doué d'une force physique et d'une endurance prodigieuses, il excelle au combat. Il est charismatique et se révèle être un fin stratège. Sa réputation s'étend. Il devient bientôt le porte-parole et le bras droit de Dingiswayo.

### Ascension
À la mort de son père, Sigujana, l'un des demi-frères de Chaka, assure la succession conformément à la volonté de leur père, et devient le chef du clan zoulou. Dingiswayo appuie Chaka pour qu'il prenne le pouvoir. Dans la bataille, Sigujana trouve la mort.
Chaka règne sur son peuple et commence à lui appliquer ses idées révolutionnaires pour créer une puissante armée. Il continue à combattre pour Dingiswayo, qui a quelques démêlés avec un puissant voisin aux visées impérialistes, Zwide, chef de la tribu des Ndwandwe. En quelques années, celui-ci parvient à ses fins : il réussit à faire prisonnier et à assassiner Dingiswayo, grâce à l'appui de ses espions. À la suite de cet événement, les régiments bathwetwas élisent Chaka au titre de chef souverain.

### Royaume zoulou
Après la mort de Dingiswayo, Chaka défait Zwide lors de deux batailles difficiles (Gqokli Hill en 1818 et la rivière Mhlatuze en 1819) où il utilise son sens aigu de la stratégie. Ensuite, s'ouvre le temps des conquêtes. Il devient le chef d'une grande partie des tribus nguni du Natal. Il les assimile à sa tribu, et leur fait porter son nom, celui de Zoulou. Pour ce faire, il remodèle son peuple en une armée de métier constituant le pivot de la société, ce qui en bouleverse les structures traditionnelles. Il astreint au service militaire tous ses sujets, crée un corps féminin, impose la langue zoulou à ses voisins. Il réorganise l'armée zouloue, qui devient permanente. Il supprime l'initiation des jeunes hommes mais conserve la division en classe d'âges pour former des régiments. Il faut également rappeler que contrairement à Dingiswayo et Zwide, Chaka ne démobilise jamais ses troupes après les campagnes, elles sont maintenues en permanence au service de l'empire. Il les stimule par des concours d'épreuves : aux vainqueurs sont offertes les plus belles filles nubiles, initiées à la lutte et au combat.
Il multiplie les exercices physiques et accroît la part de nourriture carnée de ses troupes.
Il révolutionne ensuite la stratégie militaire de son armée (tâche initiée avec sa propre tribu) : il opte pour la stratégie d'attaque « en tête de buffle » : les troupes sont divisées en quatre corps, deux ailes forment les cornes de buffle et deux corps centraux placés l'un derrière l'autre forment le « crâne ». Opérant en mouvement tournant, l'une des ailes attaque, tandis que l'autre se cache et n'intervient que lorsque le combat est engagé. Il mène une guerre totale et utilise la tactique de la terre brûlée grâce à des régiments spéciaux, les impi ebumbu (régiments rouges).
Chaka oriente l'expansion des Zoulous dans deux grandes directions : vers l'ouest et vers le sud contre les Tembou, Pondo et Xhosa. Ils sèment la terreur chez les Nguni, les Swazi, les Sothos et les Xhosa. En dix ans, Chaka se taille un empire dans le Natal.
Les vieillards des peuples vaincus sont supprimés, les femmes et les jeunes incorporés. Les jeunes ont la vie sauve à condition de s'enrôler dans les impi, d'abandonner leur nom et leur langue, et de devenir de véritables Zoulous.
En 1820, quatre ans après le début de sa première campagne, Chaka avait conquis un territoire grand comme le tiers de la France
À partir de 1822, Chaka déploie ses armées à l'est du Drakensberg. Face à lui, de nombreuses collectivités choisissent de fuir, attaquant au passage leurs voisins, ce qui ajoute à la confusion. La carte ethnique de la région est bouleversée (ce processus est nommé Mfecane, « mouvement tumultueux de populations »). La tradition tend à rendre Chaka coupable du Mfecane. En vérité, ce mouvement de migration avait déjà commencé avant sa prise de pouvoir, avec, entre autres, les combats entre Zwide et Matiwane.
L'un des généraux de Chaka le quitte pour conquérir l'Afrique australe en appliquant ses méthodes brutales : Moselekatse (ou Mzilikazi), après sa rupture avec Chaka en 1821, se dirige vers le sud-ouest avec les Ndébélés, disperse les Sothos sur les bords du Vaal et s'installe entre le Vaal et l'Orange jusqu'en 1836. De leur côté, parmi les chefs vaincus de Zwide, Manoukosi (ou Soshangane) soumet les Tonga au Mozambique actuel (1830) et Zwagendaba migre trois mille kilomètres vers le nord.

### Chute

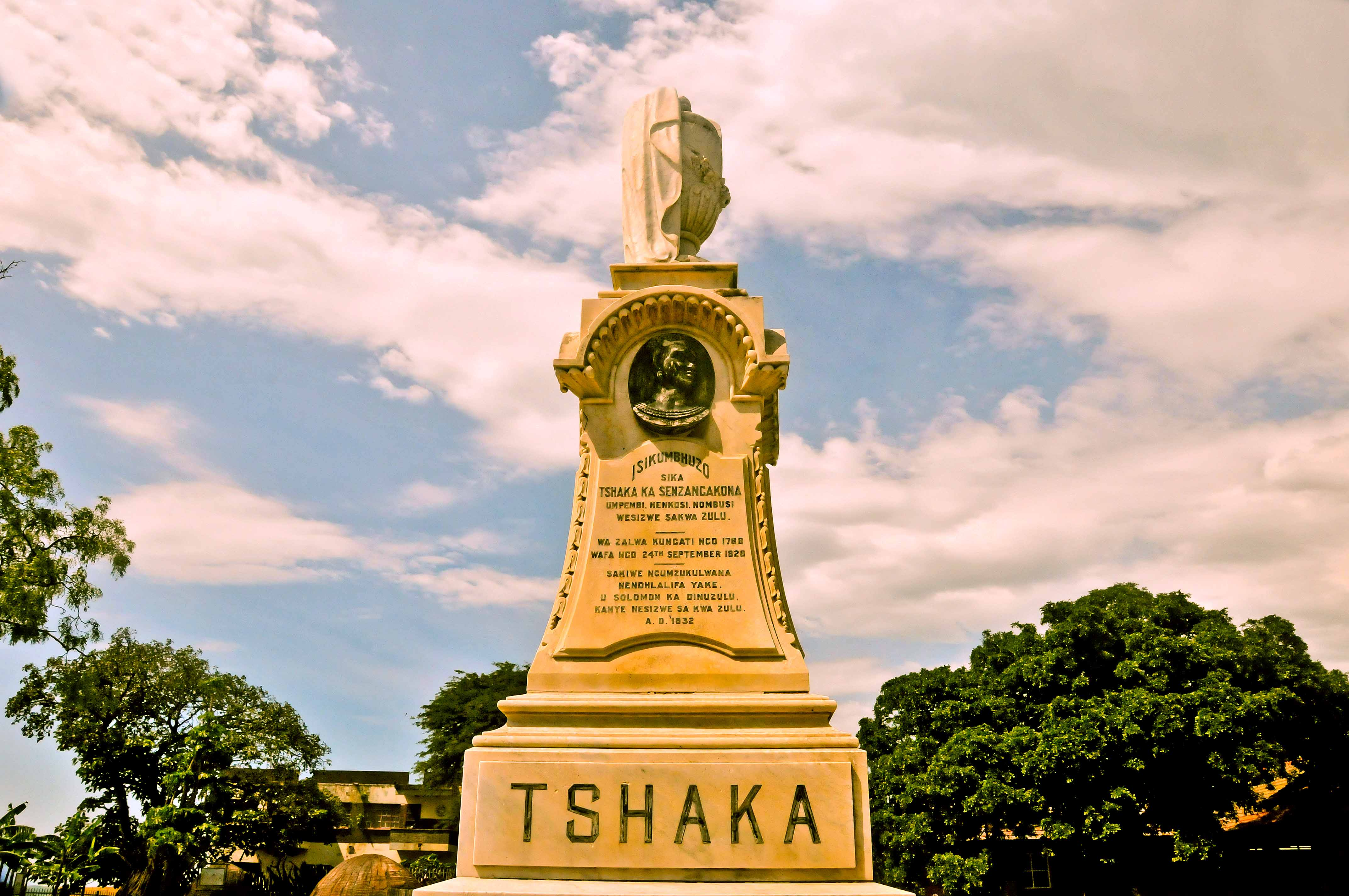
Mémorial sur le lieu de sa mort, à KwaDukuza.

Le déclin de Chaka commencera avec sa tendance de plus en plus affirmée à la tyrannie, qui lui valut l'opposition de son propre peuple.
À la mort de sa mère Nandi en 1827, Chaka fit exécuter plus de 7 000 hommes et femmes. Pendant un an, il fut interdit aux gens mariés de vivre ensemble et à tous de boire du lait. Il est à noter néanmoins que ce rite de deuil extrême, bien qu'exceptionnel, avait déjà été observé dans la tradition zouloue.
Les circonstances de sa mort, survenue en 1828, sont floues : Chaka serait mort poignardé par ses demi-frères Dingane et Mhlangane, victime d'un complot orchestré par ses frères et sa tante Mkabayi, avec l'aide d'un de ses hommes de confiance, Mbopa.
Chaka fut un chef charismatique, un bon stratège et logisticien, fondateur d'une nation de 250 000 personnes, comprenant une armée de 40 000 guerriers, détruisant les tribus voisines autour de lui, assimilant les survivants. Son règne de 10 ans a entraîné un nombre massif de morts, principalement en raison des perturbations causées par les Zoulous dans les tribus voisines, bien que le nombre exact de morts soit un sujet de controverse entre chercheurs,. D'autres décès non quantifiables se sont produits lors de migrations tribales massives pour échapper à ses armées. Son action influença la vie et le destin de régions entières de l'Afrique australe.
Chaka a été un symbole important dans la lutte idéologique entre les Noirs et les Blancs en Afrique du Sud. La réception de son histoire fut révélatrice des tensions raciales qui animaient l'Afrique Méridionale. D'un côté les historiens Boers, concentraient leur historiographie du personnage sur les atrocités qu'il a pu commettre, le diabolisaient et le présentaient comme un tyran barbare, de l'autre les Zoulous le présentaient comme un grand héros, un personnage semi-légendaire, un fabuleux guerrier auquel on peut faire remonter la fierté de la nation.

## Hommages et références

### Chaka dans la littérature et la tradition

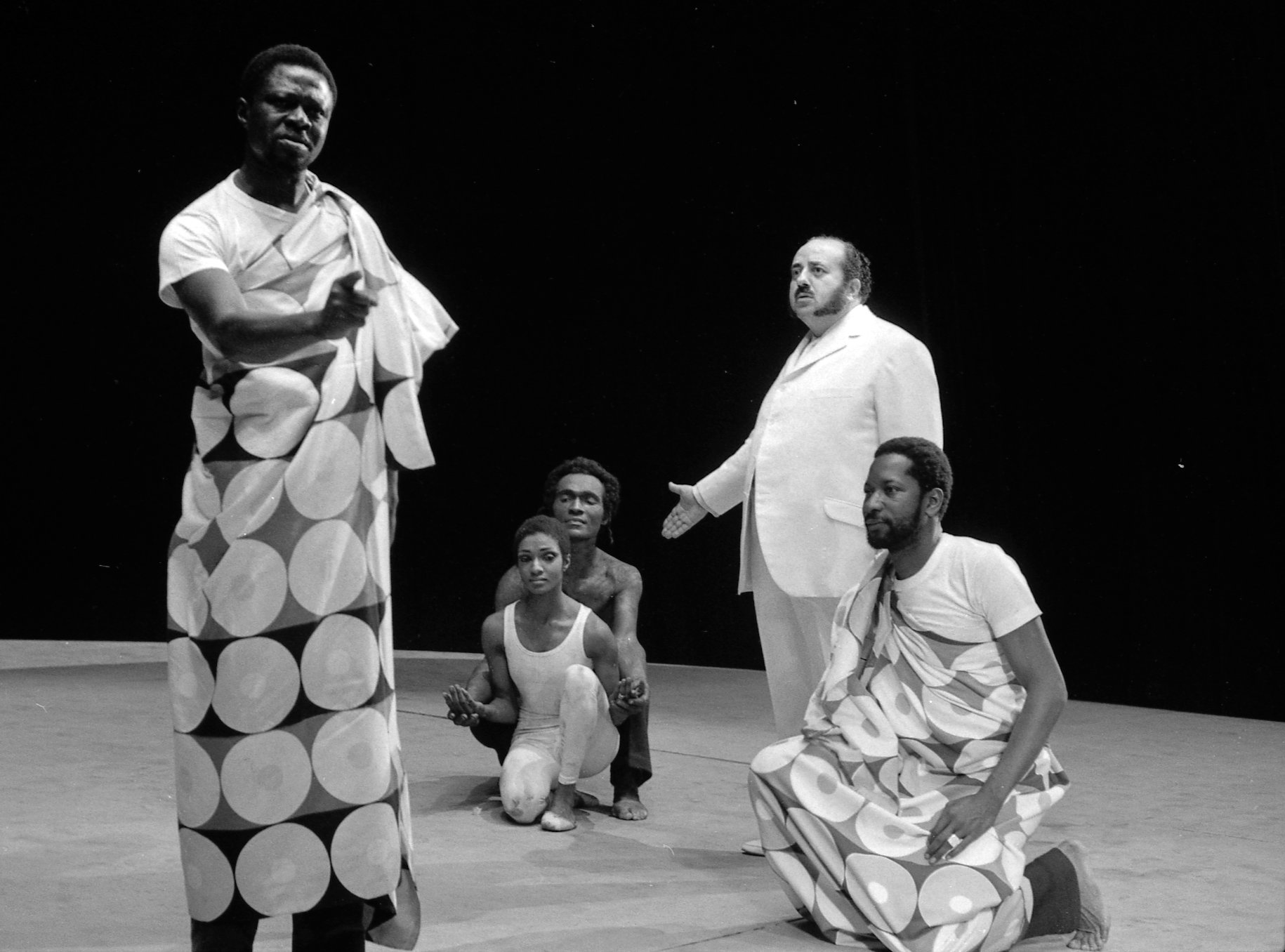
Bachir Touré interprétant Chaka au Théâtre du Capitole de Toulouse en 1968.

Chaka a fait l'objet d'un grand nombre de récits (poèmes, épopées, pièces de théâtre). Hormis les journaux de Bryant, Fynn et Isaacs, l'un des premiers à avoir écrit sur lui, façonnant en partie le mythe, est Thomas Mofolo en 1925.
Auparavant, Chaka apparaît dans la littérature victorienne du roman d'aventures, sous les traits d'un horrible tyran sanguinaire, comme dans le roman de Henry Rider Haggard, Nada the Lily (en) (1892), parlant du fils fictif de Chaka, Umslopogaas.
Dans les années 1960-1970, Chaka devient un personnage important de la revendication africaine. De nombreux écrivains s'emparent du personnage.
Parmi les ouvrages qui lui sont dédiés, citons :
- Thomas Mofolo, avec son roman Chaka (1925) ;
- Léopold Sédar Senghor, avec son poème Chaka, publié dans le recueil Éthiopiques (1956) ;
- Seydou Badian Kouyaté, avec La Mort de chaka (1957) ;
- Fwanyanga Matale Mulikita, Shaka Zulu (1965) ;
- Condetto Nenekhaly-Camara (en), Amazoulou (1970) ;
- Mazisi Kunene, Emperor Shaka the Great (1970)
- Djibril T. Niane, Chaka (1971) ;
- Abdou Anta Kâ, Les Amazoulous (1972) ;
- Tchicaya U Tam'si, Le Zulu (1977) ;
- Georges Ramaïoli, bédéiste français, fait également apparaître Chaka dans sa série de bande dessinée Zoulouland, dans l'épisode Shakazulu (1994) ;
- Chaka Zoulou : fils du ciel de Lilyan Kesteloot et Emilie Seron, Casterman 2010,  (ISBN 978-2-203-02288-1)
- Thomas Day, dans Le Trône d'ébène (2007)[12] ;
- Alfred Schaffer, poète néerlandais, dans Homme Bête Chose (2013)[13];
- James A. Michener, romancier américain, consacre un chapitre à l'ascension de Chaka dans son ouvrage, L'alliance (1980)[14].

### Culture populaire
- La vie de Chaka a fait l'objet en 1986 d'une série télévisée sud-africaine, distribuée par l'américaine Harmony Gold, Shaka Zulu réalisée par William C. Faure d'après le roman de Joshua Sinclair, avec Henry Cele dans le rôle du chef zoulou[15].
- Shaka Zulu est un album de Ladysmith Black Mambazo, sorti en 1987.
- Shaka iLembe, série télévisée en 12 épisodes (1ère saison) diffusée sur la chaîne Mzansi Magic en 2023.

### Divers
- Chaka est le dirigeant du royaume zoulou dans les jeux vidéos de la série Civilization.
- Un astéroïde découvert en 1932 par l'astronome sud-africain Cyril V. Jackson lui fut dédié.
- L'aéroport de Durban, ouvert depuis 2010, porte le nom d'aéroport international King Shaka.
- Dans le manga et l’anime One Piece, l’un des deux gardes en chef du royaume d’Alabasta s’appelle Chaka.

### En français
- Henry Francis Fynn et François-Xavier Fauvelle-Aymar (rédacteur) (trad. de l'anglais par Estelle Henry-Bossonney, postface Alain Ricard), Chaka : Roi des Zoulous, Toulouse, Anarchasis, 2004, 316 p. (ISBN 2-914777-10-8 et 9782914777100, présentation en ligne, lire en ligne)[N 1].
- Thomas Mofolo (trad. Victor Ellenberger, en collaboration avec Jean-Marie Gustave Le Clézio), Chaka : une épopée bantoue, Paris, Gallimard, 2010, 334 p. (ISBN 978-2-07-012958-4 et 2-07-012958-6, présentation en ligne).
- Jean Sévry, Chaka, empereur des Zoulous : histoire, mythes et légendes, Paris, L'Harmattan, 1991, 251 p. (ISBN 2-7384-0836-2 et 9782738408365, présentation en ligne, lire en ligne).
- Tidiane N'Diaye, Mémoire d'errance, A 3, 1998, 205 p. (ISBN 2-84436-000-9 et 9782844360007, présentation en ligne).
- Tidiane N'Diaye, L'Empire de Chaka Zoulou, Paris/Budapest/Torino, L'Harmattan, 2002, 217 p. (ISBN 2-7475-1920-1 et 9782747519205, présentation en ligne, lire en ligne).
- Tchicaya U Tam'si, Le Zulu, Nubia, 1977, 149 p. (présentation en ligne).
- Peter Lerangis (trad. de l'anglais par Stéphane Dacheville, ill. Philippe Masson), Sur les traces de Chaka Zoulou, t. 7, Montrouge, Bayard jeunesse, 2012, 252 p. (ISBN 978-2-7470-3258-2 et 2-7470-3258-2, présentation en ligne).

### En anglais
- Julian Cobbing, « The Mfecane as Alibi: Thoughts on Dithakong and Mbolompo », Journal of African History, vol. 29, no 3,‎ 1988, p. 487–519 (DOI 10.1017/S0021853700030590)
- (en) Ian Knight, Warrior chiefs of Southern Africa : Shaka of the Zulu, Moshoeshoe of the BaSotho, Mzilikazi of the Matabele, Maqoma of the Xhosa, Firebird Books, 1994, 192 p. (présentation en ligne).
- (en) Alfred T. Bryant, Olden Times in Zululand and Natal Containing Earlier Political History of the Eastern-Nguni Clans, Struik, 1965, 732 p. (présentation en ligne)[16].
- (en) Nathaniel Isaacs, Travels and Adventures in Eastern Africa : Descriptive of the Zoolus, Their Manners, Customs, Etc. Etc. with a Sketch of Natal, BiblioLife, 2014 (1re éd. 1886), 398 p. (ISBN 978-1-293-81447-5 et 1-293-81447-4, présentation en ligne, lire en ligne)[N 2].
- (en) H. Rider Haggard, Nada the Lily, Echo Library, 2009 (1re éd. 1892), 216 p. (ISBN 978-1-4068-9356-4 et 1-4068-9356-0, présentation en ligne, lire en ligne).
- (en) Mazisi Kunene, Emperor Shaka the Great : A Zulu Epic, London/Ibadan/Nairobi, East African Publishers, 1979, 438 p. (ISBN 0-435-90211-3 et 9780435902117, présentation en ligne, lire en ligne)[N 3].
- John D. Omer-Cooper, The Zulu aftermath: a nineteenth-century revolution in Bantu Africa, Northwestern University Press, 1966 (ISBN 9780810105881, OCLC 2361338, lire en ligne)
- (en) E. A. Ritter, Shaka Zulu : The Rise of the Zulu Empire, Longmans, Green, 1955, 383 p. (présentation en ligne)[N 4].